# Aleksandra Gaworska-Krzemińska
Aleksandra Edyta Gaworska-Krzemińska – polska pielęgniarka, profesor nauk medycznych i nauk o zdrowiu, pracownik naukowy Wydziału Nauk o Zdrowiu z Instytutem Medycyny Morskiej i Tropikalnej Gdańskiego Uniwersytetu Medycznego oraz Instytutu Nauk o Zdrowiu Uniwersytetu Pomorskiego w Słupsku.

## Życiorys
Studiowała na Wydziale Pielęgniarstwa Uniwersytetu Medycznego w Poznaniu. Jest też absolwentką studiów podyplomowych w zakresie Zarządzania Szpitalem UJ, Biostatystyki UJ, Pedagogiki UG. W 2003 r. obroniła pracę doktorską pt. Ocena związków pomiędzy satysfakcją zawodową, jakością usług pielęgniarskich a jakością życia chorych w stanie terminalnym. W 2014 r. uzyskała stopień doktora habilitowanego na podstawie pracy pt. Skutki zdrowotne i społeczne pracy zmianowej wśród personelu pielęgniarskiego, a w 2023 r. uzyskała tytuł profesora nauk medycznych i nauk o zdrowiu. Jest profesorem w Instytucie Pielęgniarstwa i Położnictwa na Wydziale Nauk o Zdrowiu z Instytutem Medycyny Morskiej i Tropikalnej Gdańskiego Uniwersytetu Medycznego, w którym objęła też funkcję p.o. dyrektora, oraz w Instytucie Nauk o Zdrowiu Uniwersytetu Pomorskiego w Słupsku. W GUMed pełniła też funkcję kierownika Oddziału Pielęgniarstwa.  
Jest  wiceprezesem Polskiego Towarzystwa Pielęgniarskiego.

## Odznaczenia
- Brązowy Krzyż Zasługi (2006)[4]